# Tatiana Pávlova
Tatiana Pávlova (1893 – 7 de noviembre de 1975) fue una actriz y directora teatral rusa.

## Biografía
Nacida en Yekaterinoslav, Imperio ruso, actualmente Dnipropetrovsk, Ucrania, su verdadero nombre era Tatiana Pávlovna Zeitman tomando el pseudónimo Tatiana Pávlova. Inició su carrera artística siendo muy joven, formando parte de la compañía itinerante de Pável Orlénev y más delante de varios teatros moscovitas.
Con motivo de la revolución rusa abandonó Moscú y actuó en Odessa y Constantinopla, llegando finalmente a Italia, donde estudió dicción con Cecè Dondini y Carlo Rosaspina hasta su debut en 1923 con Sogno d'amore, bajo la dirección de Alexander Kosorotoff. En este trabajo y en otros siguientes fue duramente criticada, sobre todo por haber introducido una nueva concepción de la dirección teatral, menos basada en la individualidad que en el trabajo conjunto. Entre sus detractores figuraba, entre otros, Luigi Pirandello.
Tatiana Pávlova Interpretó y dirigió obras de autores como Leonid Andréiev, Antón Chéjov, Máximo Gorki, Ferenc Molnár y Pier Maria Rosso di San Secondo, con una originalidad que le valió el mérito de haber contribuido al desarrollo de la dirección teatral italiana.
Hacia el año 1924 Pávlova residía en Milán, pero en 1935 se estableció en Roma tras haber sido llamada por Silvio D'Amico para la dirección de cursos en la recién fundada Accademia Nazionale d'Arte Drammatica de Roma, a pesar de que a menudo se le criticó su dicción imperfecta.
Además de su actividad teatral, Pávlova fue también actriz cinematográfica, interpretando entre otros filmes La signora di tutti. Finalizada la Segunda Guerra Mundial, actuó cada vez con menor frecuencia. Sin embargo, en 1946 trabajó en la obra teatral El zoo de cristal, de Tennessee Williams, bajo la dirección de Luchino Visconti. A partir de entonces se dedicó principalmente a la dirección de representaciones de ópera.
En los inicios de sus carreras, tanto Tina Lattanzi como Vittorio de Sica tuvieron la oportunidad de trabajar con Pavlova.
Tatiana Pávlova falleció en 1975, a causa de un ataque al corazón,  en la residencia Villa Letizia, en Grottaferrata, Italia, en la cual vivía retirada. Tenía 81 años de edad. En 1938 se había casado con el escritor y político fascista Nino D'Aroma.

## Filmografía
- La catena, de Alessandro Rosenfeld (1920)
- Creature della notte, de Amleto Palermi (1934)
- La signora di tutti, de Max Ophuls (1934)
- Una lettera all'alba, de Giorgio Bianchi (1948)
- Gli spadaccini della serenissima, de Gregory Ratoff (1949)
- Menage all'italiana, de Franco Indovina (1965)
- Il morbidone, de Massimo Franciosa (1965)
- Io la conoscevo bene, de Antonio Pietrangeli (1965)

## Televisión
- Pane altrui, de Iván Turguénev, dirección de Tatiana Pávlova, con Luciano Alberici, Luisella Boni, Aldo Silvani y Guido Verdiani; 22 de junio de 1956.
- I dialoghi delle carmelitane, de Georges Bernanos, con Adriana Innocenti, Annabella Cerliani, Camillo Milli y Carlo Bagno; dirección de Tatiana Pávlova, 2 de noviembre de 1956.
- L'ufficiale della guardia, de Ferenc Molnár, con Lea Padovani, Luigi Cimara, Paolo Carlini y Giusi Raspani Dandolo; dirección de Tatiana Pávlova, 7 de diciembre de 1956.
- Papà Eccellenza, de Gerolamo Rovetta, con Annibale Ninchi, Germana Monteverdi, Nando Gazzolo y Nino Pavese; dirección de T. Pávlova, 18 de octubre de 1957.